# Limnosz
Limnosz (görög írással Λήμνος) sziget az Égei-tenger északi részén, Görögország területén.

## Földrajz
Az Észak-Égei-szigetek egyike. Területe 476 km², lakossága 17 000 fő (2011), népsűrűsége 36 fő/km². 
A kis-ázsiai partoktól 60 km-re fekszik, félúton Lészvosz és Thászosz között. 
A sziget mintegy fele sík területű kisebb dombokkal, a nyugati rész viszont kifejezetten hegyvidékes. A vulkanikus eredetű, kopár hegyek között termékeny völgyek húzódnak. Legmagasabb pontja 470 m. 
Legnagyobb települése és székhelye Mirina (2011-ben 8000 lakossal) a sziget nyugati partján.

## Történelme
Limnoszt valószínűleg korábban egy etruszkokkal rokon nép lakta, majd a szigetet a dórok foglalták el és a lakosság beolvadt a görögökbe. Nyelvükről a limnoszi sztélé ad némi információt, amit görög betűkkel írtak az i.e. 6. században. A kutatók a sztélé nyelve és az etruszk valamint rét nyelv között hasonlóságot vélnek felfedezni.

## Éghajlat
| Hónap                         | Jan. | Feb. | Már. | Ápr. | Máj. | Jún. | Júl. | Aug. | Szep. | Okt. | Nov. | Dec. | Év   |
| ----------------------------- | ---- | ---- | ---- | ---- | ---- | ---- | ---- | ---- | ----- | ---- | ---- | ---- | ---- |
| Rekord max. hőmérséklet (°C)  | 18,8 | 19,0 | 22,0 | 25,8 | 29,8 | 34,4 | 39,4 | 35,8 | 32,8  | 31,2 | 24,0 | 19,2 | 39,4 |
| Átlagos max. hőmérséklet (°C) | 10,7 | 10,9 | 12,9 | 17,3 | 21,9 | 26,8 | 29,0 | 28,2 | 25,2  | 20,1 | 15,3 | 12,5 | 19,3 |
| Átlagos min. hőmérséklet (°C) | 4,2  | 4,7  | 6,2  | 8,8  | 12,8 | 16,8 | 19,7 | 19,8 | 16,4  | 12,4 | 9,1  | 6,1  | 11,5 |
| Rekord min. hőmérséklet (°C)  | −5,0 | −4,2 | −6,0 | 1,0  | 3,4  | 3,4  | 12,0 | 12,8 | 8,8   | 1,6  | −1,0 | −3,6 | −6,0 |
| Átl. csapadékmennyiség (mm)   | 72   | 44   | 52   | 32   | 23   | 22   | 10   | 8    | 20    | 36   | 75   | 80   | 474  |
| Forrás: NOAA                  |      |      |      |      |      |      |      |      |       |      |      |      |      |

## Történelem
A szigetet már a Kr. e. 4. évezredben lakták. A sziget őslakóit a pelaszgok váltották fel, akik egészen a 
Kr. e. 5. századig uralták Limnoszt, amikor is Athén gyarmatává tette és a saját lakóit telepítette be. A további évszázadokban hasonló fordulatokban volt része, mint az Égei-tenger keleti szigeteinek. 1204-ben Velence szerezte meg a szigetet, majd 1478-ban török kézre került és hivatalosan 1920-ban került csak vissza Görögországhoz. 

### Mitológia
A hagyomány szerint Héphaisztosz, a tűz és a kovácsmesterség istenének volt a lakhelye.

## Képek

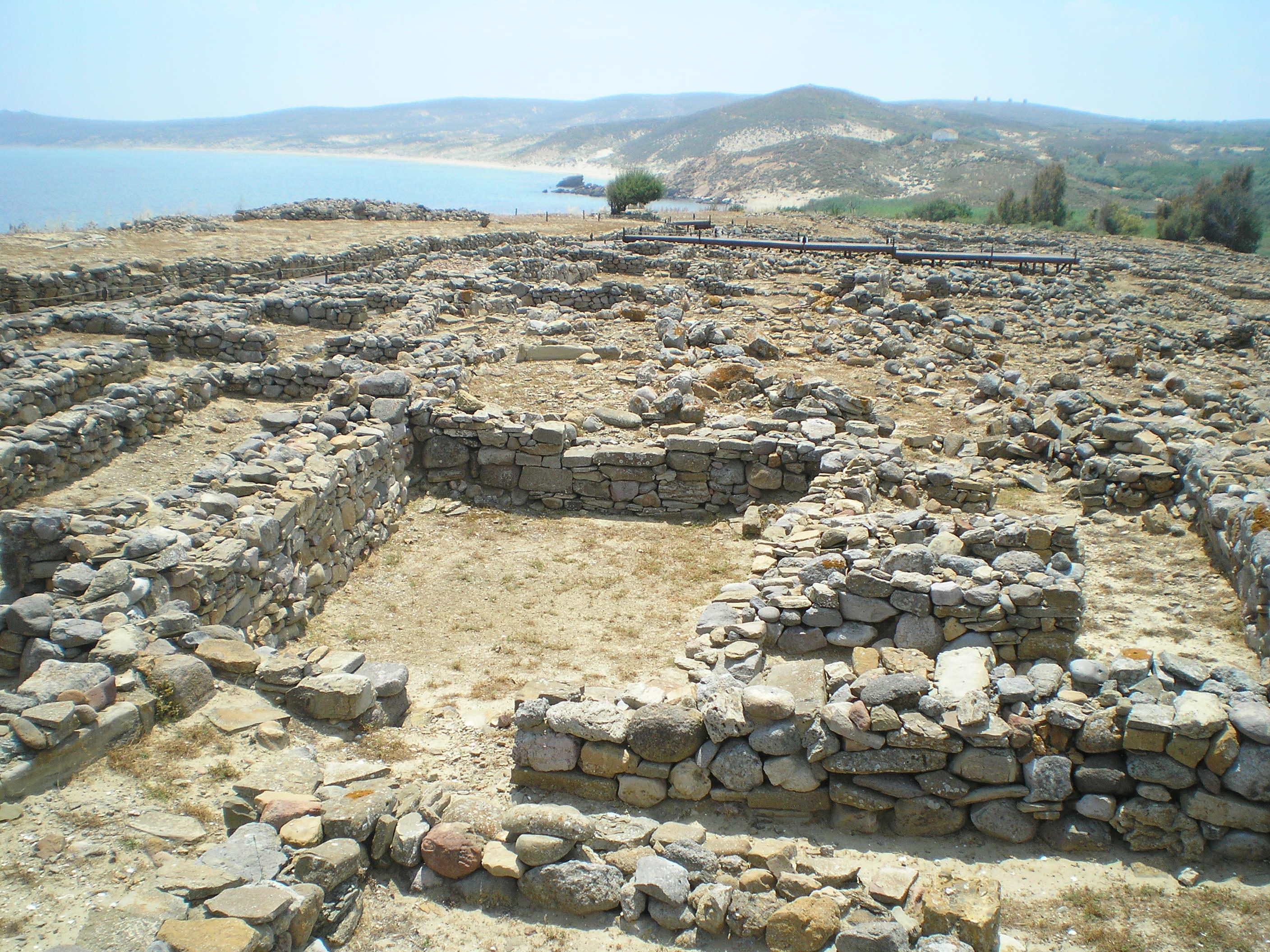
Romok a korai bronzkorból
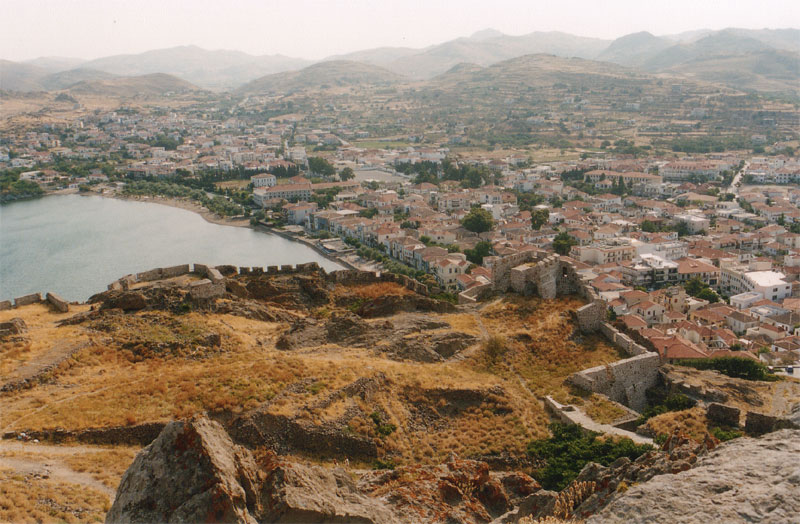
Mirina
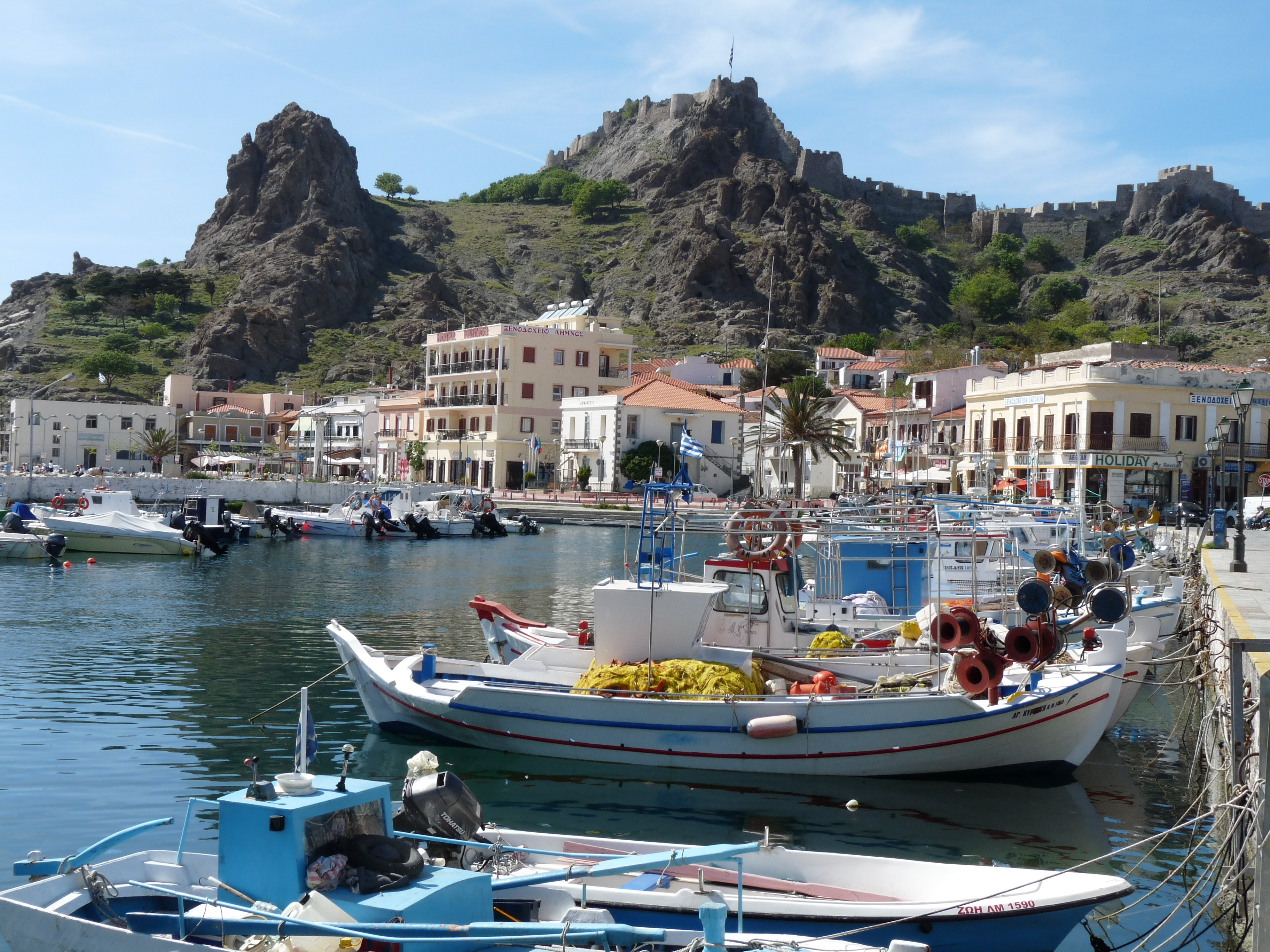
Mirina kikötője
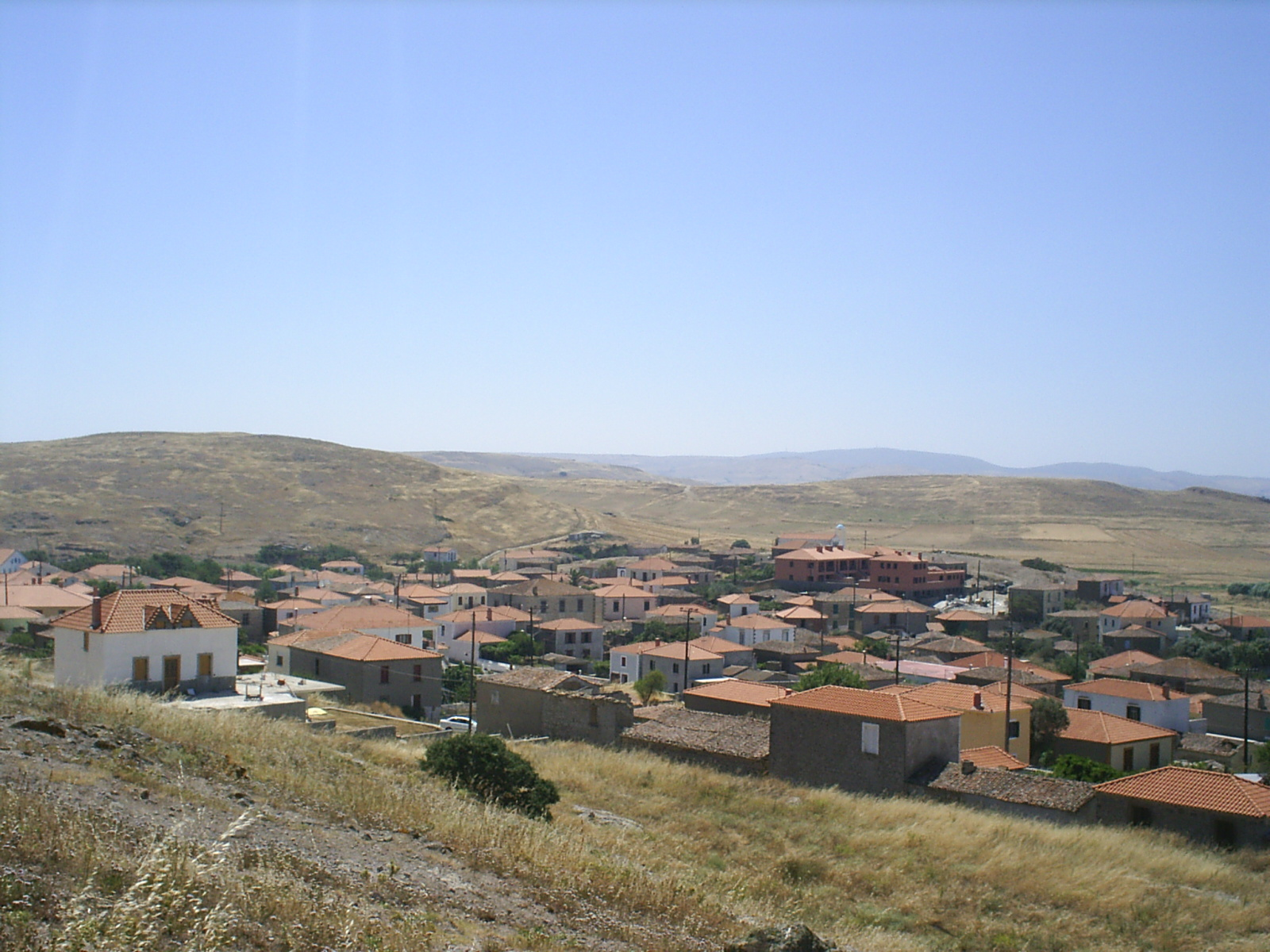
Varos
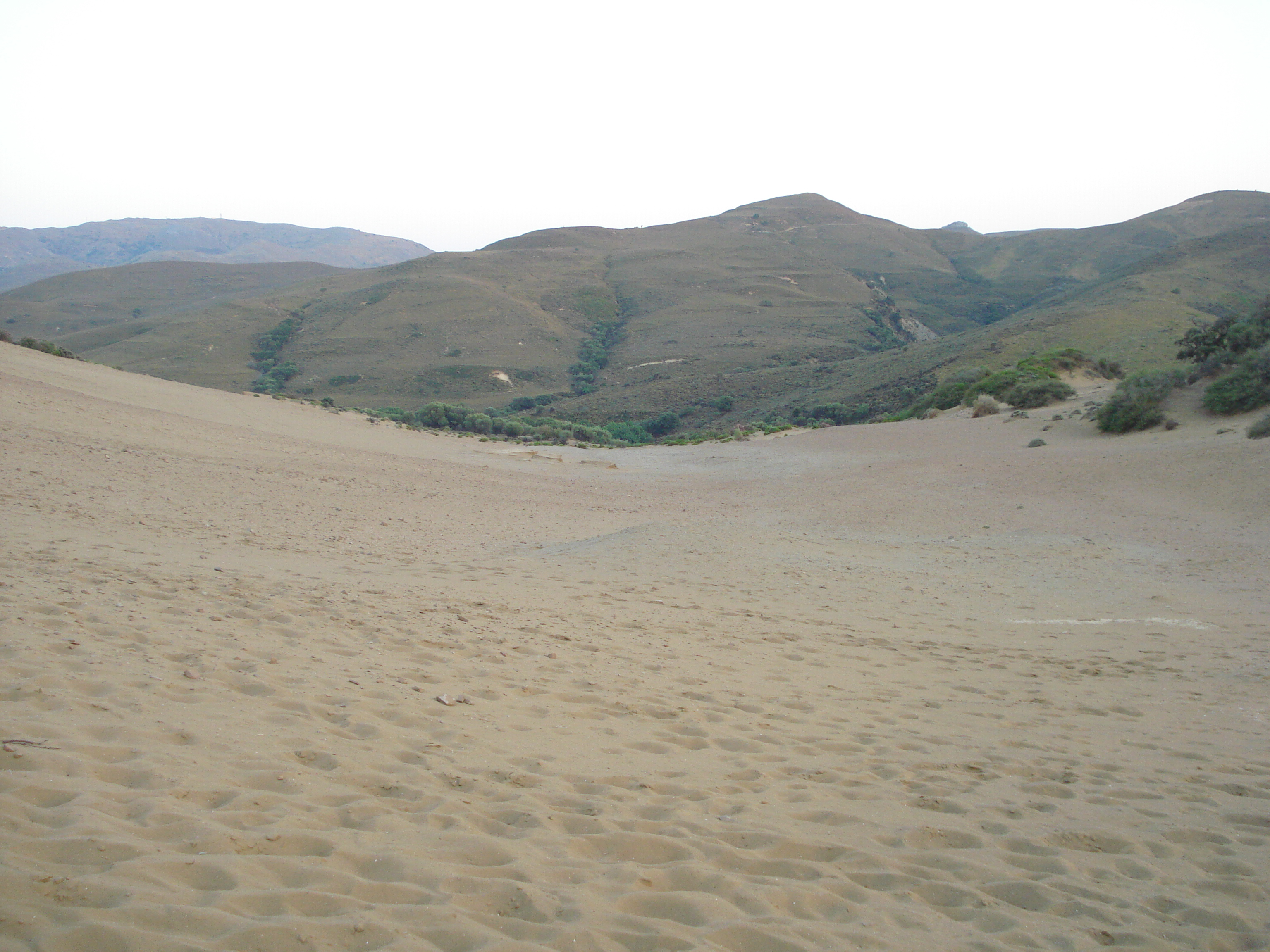
Ammothines
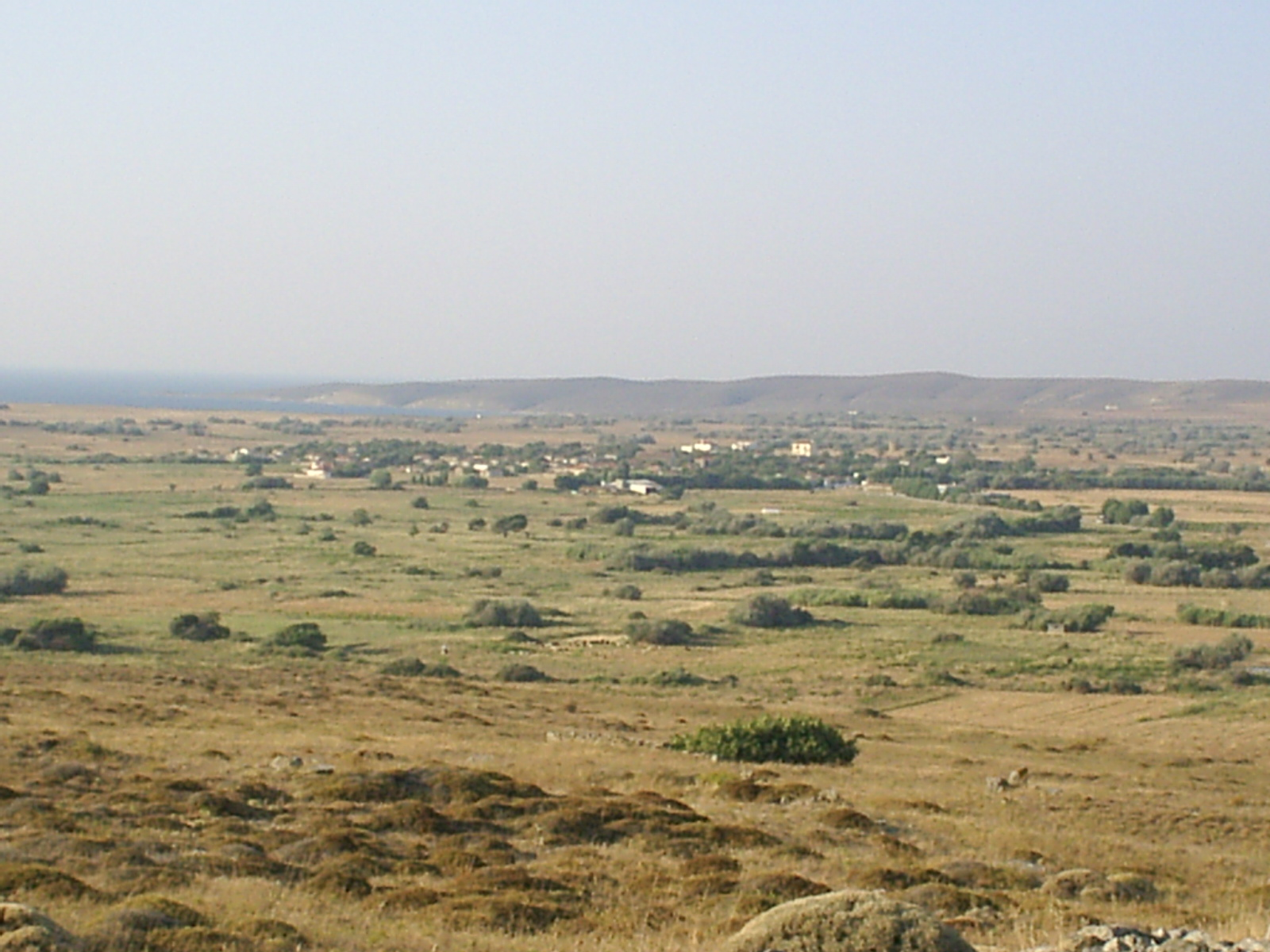
Fisini

## Fordítás
Ez a szócikk részben vagy egészben  a   Lemnos című angol Wikipédia-szócikk fordításán alapul.  Az eredeti cikk szerkesztőit annak laptörténete sorolja fel. Ez a jelzés csupán a megfogalmazás eredetét és a szerzői jogokat jelzi, nem szolgál a cikkben szereplő információk forrásmegjelöléseként.